# Řád „Úcta k zemi“
Řád „Úcta k zemi“ (uzbecky: El-yurt hurmati) je státní vyznamenání Republiky Uzbekistán založené roku 1998. Udílen je úřadujícím prezidentem republiky občanům Uzbekistánu za jejich přínos pro stát. Může být udělen i cizincům.

## Historie a pravidla udílení
Řád byl založen zákonem č. 664-I ze dne 28. srpna 1998. Udílen je v jediné třídě občanům Uzbekistánu za jejich významný přínos k posílení nezávislosti země a za vytváření slušných životních podmínek zásluhami o ekonomický růst, za rozvoj náboženství a kultury, za vědeckou a sociální práci či za rozvoj mladé generace. Obecně je udílen osobám, které za svou tvrdou práci a vlastenectví zasluhují úctu. Řád může být udělen i cizím státním příslušníkům.
S udělením řádu souvisí i jednorázová peněžní odměna a vyznamenaní mohou dle stanovení zákona požívat i dalších výhod.

## Insignie
Řádový odznak je vyroben z pozlaceného mincovního stříbra. Má tvar osmicípé hvězdy o průměru 52 mm. Mezi jednotlivými cípy jsou zeleně smaltované paprsky. Uprostřed je kulatý medailon o průměru 49 mm. V medailonu je pozlacené symbolické vyobrazení Registánu, který je náměstím v historickém městě Samarkand. V pozadí jsou barevně smaltované hory, za nimiž vychází slunce. Medailon je lemován bíle smaltovaným kruhem v horní části se zlatým nápisem v uzbečtině EL-YURT HURMATI. Ve spodní části jsou dvě zeleně smaltované zlatě lemované vavřínové větvičky. Na zadní straně je sériové číslo řádu. Řád se nosí nalevo na hrudi.
Podle sovětského vzoru pokrývá stuha z hedvábného moaré kovovou destičku ve tvaru pětiúhelníku. Stuha se skládá ze tří stejně širokých pruhů v barvě modré, bílé a zelené. Svým provedením tak odpovídá barvám státní vlajky.